# Ngày Sức khỏe tâm thần thế giới
Ngày Sức khỏe tâm thần thế giới, viết tắt là WMHD (World Mental Health Day) được tổ chức vào ngày 10 tháng 10 hàng năm trên toàn thế giới, để giáo dục, nâng cao nhận thức và ủng hộ sự nghiệp sức khỏe tâm thần.

## Lịch sử
Ngày Sức khỏe tâm thần thế giới được cử hành lần đầu vào năm 1992 do sáng kiến của Liên đoàn sức khỏe tâm thần thế giới (World Federation for Mental Health), một tổ chức bảo vệ sức khỏe tâm thần toàn cầu có các thành viên ở hơn 150 quốc gia. Vào ngày này, hàng ngàn người hỗ trợ đã tổ chức chương trình tuyên truyền nâng cao nhận thức, đem lại sự chú ý tới bệnh tâm thần và hậu quả của nó trên cuộc sống của những bệnh nhân trên khắp thế giới. Tại một số nước, ngày này là thành phần của Tuần lễ nhận thức bệnh tâm thần (Mental Illness Awareness Week) lớn hơn.

## Một số chủ đề ngày sức khỏe tâm thần
- 2019: Thúc đẩy sức khỏe tâm thần và phòng chống tự tử
- 2018: Người trẻ và sức khỏe tâm thần trong một thế giới đang thay đổi
- 2017: Sức khỏe tâm thần ở nơi làm việc
- 2016: Trợ giúp tâm lý
- 2015: Nhân phẩm trong sức khoẻ tâm thần
- 2014: Sống chung với tâm thần phân liệt
- 2013: Sức khỏe tâm thần và người cao tuổi
- 2012: Trầm cảm: Khủng hoảng toàn cầu
- 2011: Lực đẩy lớn: Đầu tư vào sức khỏe tâm thần
- 2010: Sức khỏe tâm thần và bệnh mãn tính
- 2009: Sức khỏe tâm thần trong chăm sóc cơ bản: Tăng cường điều trị và thúc đẩy sức khỏe tâm thần
- 2008: Làm cho Sức khỏe Tinh thần trở thành Ưu tiên Toàn cầu: Mở rộng Dịch vụ thông qua Vận động và Hành động của Công dân
- 2007: Sức khỏe tâm thần trong một thế giới đổi thay: các hiệu quả của văn hóa và tình trạng đa dạng
- 2006: Nâng cao nhận thức và giảm nguy cơ: sức khỏe tâm thần và tự tử
- 2005: Sức khỏe thể xác và tâm thần suốt cuộc sống
- 2004: Mối liên quan giữa sức khỏe thể xác và rối loạn tâm thần trong cùng thời gian
- 2003: Những rối loạn tình cảm và ứng xử ở trẻ em và thanh thiếu niên
- 2002: Các kết quả của chấn thương tâm thần vào bạo lực ở trẻ em và thanh thiếu niên
- 2000-2001: Sức khỏe tâm thần và việc làm
- 1999: Sức khỏe tâm thần và Sự lão hóa
- 1998: Sức khỏe tâm thần và Nhân quyền
- 1997: Trẻ em và sức khỏe tâm thần
- 1996: Phụ nữ và sức khỏe tâm thần